# Gnetum gnemonoides
Gnetum gnemonoides — вид голонасінних рослин класу гнетоподібних.

## Поширення, екологія
Країни проживання: Бруней-Даруссалам, Індонезія (Калімантан, Нова Гвінея); Малайзія (Сабах, Саравак); Папуа Нова Гвінея (Нова Гвінея). Цей лісовий вид зустрічається в первинних і вторинних тропічних низинних і гірських дощових лісах. Воліє місця, близько до річки, але також може бути знайдений на помірних схилах і хребтах. Глинисті, а також піщані ґрунти придатні для проживання.

## Використання
Плоди виду їдять після обжарювання, листя можна вживати в їжу як овочі, а волокна цієї лози можуть бути використана для виготовлення мотузок і т. д. Вид не культивується, використання, напевно, не має серйозного впливу на популяції.

## Загрози та охорона
Головною загрозою для є втрата середовища проживання, викликане вирубкою і перетворенням лісів в орні землі. Вид був знайдений по всьому ареалі в кількох охоронних територіях.